# Pachrophylla amoena
Pachrophylla amoena är en fjärilsart som beskrevs av Philippi 1873. Pachrophylla amoena ingår i släktet Pachrophylla och familjen mätare. Inga underarter finns listade i Catalogue of Life.